# 2197 Shanghai
Shanghai (asteróide 2197) é um asteróide da cintura principal com um diâmetro de 22,36 quilómetros, a 2,7904041 UA. Possui uma excentricidade de 0,117222 e um período orbital de 2 052,67 dias (5,62 anos).
Shanghai tem uma velocidade orbital média de 16,75270487 km/s e uma inclinação de 2,50839º.